# Hermann Dörnemann
Hermann Dörnemann (ur. 27 maja 1893 w Essen, zm. 2 marca 2005 w Düsseldorfie) – Niemiec, znany z długowieczności.

## Życiorys
Był najmłodszym z ośmiorga rodzeństwa. Pracował jako inżynier elektronik, przeszedł na emeryturę w 1959. Służył w armii w okresie I wojny światowej i był ranny w ramię. Owdowiał w 1984, przez ostatnie lata życia mieszkał z córką Ritą i zięciem w Düsseldorfie; oprócz córki miał również syna, zmarłego w 2002.
We wrześniu 2004 przypadł mu tytuł najstarszego mieszkańca Niemiec, po śmierci (28 września) Liny Zimmer ze Stuttgartu. Od 19 listopada 2004 uważany był przez Księgę Rekordów Guinnessa za najstarszego żyjącego mężczyznę na świecie. Był niemal 3 lata młodszy od swojego poprzednika, Amerykanina Freda Hale’a, a także najstarszej osoby na świecie, Holenderki Hendrikje van Andel-Schipper. W oficjalnym wykazie najstarszych osób na świecie (obejmującym tych, którzy ukończyli 110 lat, prowadzonym przez amerykańską Gerontology Reserach Group) na 61 nazwisk tylko 4 to mężczyźni. W tym gronie Hermann Dörnemann zajmował miejsce nr 27 (stan na listopad 2004).
Kolejne badania wykazały, że prawdopodobnie niemiecki inżynier został przedwcześnie określony mianem „najstarszego mężczyzny”. W grudniu 2004 weryfikowane były zgłoszenia dwóch starszych weteranów I wojny, Portorykańczyka Emiliano Mercado del Toro (ur. 21 sierpnia 1891) oraz Amerykanina Mosesa Hardy’ego (ur. 6 stycznia 1893). Po uznaniu tych zgłoszeń w styczniu 2005 Dörnemann pozostał najstarszym weteranem I wojny, walczącym po stronie państw centralnych. Zmarł na początku marca 2005 w wieku 111 lat i 279 dni, ustanawiając tym samym rekord długości życia mężczyzny w Niemczech; w chwili śmierci na liście Gerontology Research Group figurował na pozycji nr 22 w gronie najstarszych osób na świecie.
Wymienione wyżej osoby nie muszą być faktycznymi rekordzistami długości życia; są one najstarszymi spośród tych, których data urodzenia nie budzi wątpliwości.